# Demon (banda)
Demon es una banda de heavy metal formada en Inglaterra en 1979.
Surgieron como uno de los animadores dentro de la escena NWOBHM, separándose en 1992, y regresando a la actividad en 2001.

## Historia
El grupo fue formado en Leek (Staffordshire), por el cantante Dave Hill y el guitarrista Mal Spooner, a quienes se unieron Les Hunt en guitarra, Chris Ellis en bajo y John Wright en batería.
Fueron fichados por el pequeño sello Clay Records, lanzando un álbum debut, Night of the Demon en 1981, seguido de The Unexpected Guest, de 1982.
Con la edición de los discos The Plague (1983) y British Standard Approved (1984), Demon comienzan a orientar su música hacia un estilo más elaborado de heavy metal, con ciertas influencias de Pink Floyd, y letras más abiertamente politizadas. 
Hacia fines de 1984 falleció el guitarrista Mal Spooner, y el grupo incorporó un teclista permanente en Steven Watts; no obstante la pérdida de Spooner, la banda siguió en carrera, realizando álbumes como Heart of Our Time (1985), Breakout (1987) y Taking the World by Storm (1989).
El grupo aún editó dos trabajos más: Hold onto the Dream, de 1991, y Blow-Out, de 1992, aunque terminaron disolviéndose poco después.
En 2001 el cantante y miembro fundador Dave Hill reunió Demon, rodeándose de una nueva alineación, grabando el CD Spaced Out Monkey, lanzado ese mismo año; la banda se ha mantenido en actividad desde entonces, publicando los álbumes Better the Devil You Know en 2005 y Unbroken en 2012, los cuales recibieron buenas críticas de los medios especializados.

## Antiguos miembros
| - Paul Riley - Bajo (1979-1980) - John Wright - Batería (1979-1987) - Clive Cook - Guitarra (1979-1980) - Mal Spooner - Guitarra (1979-1984) † - Les Hunt - Bajo (1981) Guitarra (1981-1983) - Chris Ellis - Bajo (1982-1983) - Gavin Sutherland - Bajo (1984-1985) - Steve Watts - Teclados (1984-1991) - John Waterhouse - Guitarra (1985-1992) - Andy Dale - Bajo 1987-1988, 2001-2011) - Nick Bushell - Bajo - 1988-1991 - Scott Crawford - Batería (1988-1991) | - Steve Brookes - Guitarra (1988-1992, 2001) - Mike Thomas - Bajo (1992) - Paul Rosscrow - Batería (1992) - John Cotterill - Batería (2001) - Duncan Hansell - Teclados (2001} - Karl Finney - Guitarra (2003-2005) - Tim Read - Guitarra (2005-2007) - Paul Farrington - Teclados (2002-2012) - Paul Johnson - Bajo (2011-2012) |

## Discografía
- Night of the Demon (1981)
- The Unexpected Guest (1982)
- The Plague (1983)
- British Standard Approved (1985)
- Heart of Our Time (1985)
- Breakout (1987)
- Taking the World by Storm (1989)
- Hold on to the Dream (1991)
- Blow-out (1992)
- Spaced out Monkey (2001)
- Better the Devil You Know (2005)
- Unbroken (2012)